# Khouzestan Steel Company
Die Stahlgesellschaft von Chuzestan (persisch شرکت فولاد خوزستان, englisch Khouzestan Steel Company (KSC)), eine iranische Stahlproduktionsgesellschaft, liegt in der Metropole Ahvaz und gilt derzeit als der zweitgrößte Produzent von Rohstahl im Iran nach der Mobarakeh Stahlgesellschaft. Die Fabrik dieser Gesellschaft mit einer Fläche von 8,3 Quadratkilometern befindet sich in der Nähe von Ahvaz (10 Kilometer von der Straße Ahvaz-Bandar-e Imam Chomeini entfernt), und ihr Zentralbüro liegt auch in Ahvaz.

## Geschichte
Die Stahlgesellschaft von Chuzestan ist am 1. April 1967 als erste Anlage zur Eisen- und Stahlproduktion durch Eisenschwamm und Elektrolichtbogenofen im Iran gegründet aber es wird Jahr 1989 von Ali Chamenei (der damalige Präsident) eingeweiht.
Die Stahlgesellschaft von Chuzestan ist Zusammen mit HEPCO, der Aktiengesellschaft für Walzwerke von Ahvaz, den Walzwerken Shahin, den Walzwerken Shahdad, den Walzwerken Shahroch, dem Komplex der Metallindustrie von Chuzestan, der Fabrik Shahbaz und vielen anderen iranischen Bergwerken wie dem Sar-Cheshmeh-Kupferbergwerk zu Rezaei Brüder vor der Islamischen Revolution gehören. Nach der Revolution wurden sie zunächst beschlagnahmt und dann in den Besitz der Regierung überführt.

## Produkte
Laut Berichten der Stahlgesellschaft von Chuzestan beträgt die Produktionskapazität des Unternehmens 3,8 Millionen Tonnen Brammen pro Jahr, von denen 2 Millionen Tonnen in andere Länder exportiert werden und der Rest im Iran verkauft wird. Der Preis für Stahlbrammen von Chuzestan ist die Grundlage für die Preisberechnung an der Warenbörse, und die Grundlage für die Berechnung von FAKHUZ-Barren ist hauptsächlich ein Verhältnis des CIS-Knüppel (mehr als 90 % des CIS-Knüppel). Flachstahl werden ebenfalls zu einem höheren Preis im Vergleich zu Walzblock und Knüppel verkauft.